# エルヴィス・グレイテスト・シット
『エルヴィス・グレイテスト・シット』（Elvis' Greatest Shit）は、1982年7月に発売されたエルヴィス・プレスリーの海賊盤である。プレスリーがスタジオでレコーディングを行なった楽曲の中から、「最も不出来」とされた楽曲およびアウトテイクを集めた作品となっている。本作の発売元は「Dog Vomit」（一部の盤にはレーベル名として「RCA Victim」と表記）というレーベルで、スリーブの裏面にはHis Master's Voiceのニッパーのパロディである「蓄音機に向かって嘔吐する犬」のイラストが掲載されている。

## 概要
『エルヴィス・グレイテスト・シット』は、一部のファンの間で神格化されるほど熱狂的であるという考えを持ち、プレスリーも他のアーティストと同じように批評家から絶賛される作品を一貫して作り続けることはできないということを示すために海賊盤業者「リチャード」が制作した作品。収録された楽曲は、主に映画のサウンドトラック・アルバムに収録された楽曲で、中には代表作とされる楽曲のアウトテイクも収録されている。このうち、「好きにならずにいられない」のアウトテイクには、プレスリーが「Aw, shiiiiiiiit!（ちくしょう）」と叫ぶ声が含まれている。
本作のアートワークには、棺の中で眠るプレスリーの死後間もない写真が使用されている。この写真は、プレスリーのいとこによって撮影され、その後タブロイド紙『ナショナル・エンクワイアラー』に売られたもの。このアートワークとアルバムの性質から、歴史家のアレックス・サイフ・カミングスは本作について「キングのカタログ上のつまらない楽曲と、最も熱狂的なファンを侮辱するようにデザインされたパッケージを組み合わせたもの」と表現している。本作に付いている「50,000,000 Elvis Fans Can Be Wrong（500万のエルヴィス・ファンは間違っているかもしれない）」というサブタイトルは、1959年に発売されたコンピレーション・アルバム『プレスリーのゴールデン・レコード第2集』（50,000,000 Elvis Fans Can't Be Wrong: Elvis' Gold Records, Volume 2）のパロディで、パッケージにはプレスリーの担当医であるジョージ・ニコポウラスによる処方箋の複製品が含まれた。

### 選曲
本作の収録曲の大半は、以下のプレスリーの主演映画のサウンドトラック。
- 『ブルー・ハワイ』（1961年）
- 『ガール!ガール!ガール!』（1962年）
- 『アカプルコの海』（1963年）
- 『青春カーニバル』（1964年）
- 『フロリダ万才』（1965年）
- 『ハワイアン・パラダイス』（1966年）
- 『ダブル・トラブル（英語版）』（1967年）
- 『ブルー・マイアミ（英語版）』（1967年）
- 『ステイ・アウェイ・ジョー（英語版）』（1968年）
- 『スピードウェイ』（1968年）
- 『トラブル・ウィズ・ガール（英語版）』（1969年）

プレスリーを題材とした書籍を多く手がけているリー・コットンは、本作における選曲について「おそらくエルヴィスはこの選曲を認めただろう。まさにエルヴィスのいまだかつてない駄作だ」と述べている。
プレスリー自身も、本作に収録されている楽曲のうち、以下の2曲について否定的な意見を持っていた。
- 「オールド・マクドナルド」
  - 1967年に公開された映画『ダブル・トラブル（英語版）』で披露された楽曲で、同作のサウンドトラック・アルバム（英語版）にも収録された[6][注釈 1]。プレスリーはこの「幼稚な曲」を歌わなければならないことを知った時に、スタジオを出て行ったというエピソードが残っている[8]。
- 「ドミニク・ジ・インポテント・ブル」
  - 1968年に公開された映画『ステイ・アウェイ・ジョー（英語版）』で披露された楽曲。映画の撮影後、プレスリーはプロデューサーのフェルトン・ジャーヴィス（英語版）に対して本作を映画以外の媒体で発売しないことを告げた。この言葉のとおり、プレスリーとジャーヴィスが生存している間に公式に発売されることはなかった[9]。

## 収録曲
| #         | タイトル                                                                          | 作詞  | 作曲・編曲 | 時間 |
| --------- | --------------------------------------------------------------------------------- | ----- | ---------- | ---- |
| 1.        | 「オールド・マクドナルド」(Old MacDonald Had a Farm)                              |       |            | 2:05 |
| 2.        | 「イトー・イーツ」(Ito Eats)                                                      |       |            | 1:25 |
| 3.        | 「スポーツ・カーでは狭すぎる」(There's No Room to Rhumba in a Sports Car)         |       |            | 1:53 |
| 4.        | 「コンフィデンス」(Confidence)                                                    |       |            | 2:33 |
| 5.        | 「ヨガ修行」(Yoga Is as Yoga Does)                                                |       |            | 2:10 |
| 6.        | 「小えびの唄」(Song of the Shrimp)                                                |       |            | 2:20 |
| 7.        | 「アメリカ魂」(U.S. Male)                                                         |       |            | 1:32 |
| 8.        | 「フォート・ロダデールに来たら」(Fort Lauderdale Chamber of Commerce)             |       |            | 2:19 |
| 9.        | 「サイン・オブ・ザ・ゾディアック」(Signs of the Zodiac)                           |       |            | 2:03 |
| 10.       | 「ザ・ブルファイター・ワズ・ア・レディ」(The Bullfighter Was a Lady)              |       |            | 1:28 |
| 11.       | 「狼コール」(Wolf Call)                                                           |       |            | 2:44 |
| 12.       | 「好きにならずにいられない (アウトテイク)」(Can't Help Falling In Love (Outtake)) |       |            | 1:54 |
| 合計時間: | 合計時間:                                                                         | 24:26 |            |      |

| #         | タイトル                                                                         | 作詞  | 作曲・編曲 | 時間 |
| --------- | -------------------------------------------------------------------------------- | ----- | ---------- | ---- |
| 1.        | 「国家に奉仕」(He's Your Uncle, Not Your Dad)                                    |       |            | 2:28 |
| 2.        | 「かゆい背中をかき合おう」(Scratch My Back Then I'll Scratch Yours)              |       |            | 2:15 |
| 3.        | 「壁の耳には聞えない」(The Walls Have Ears)                                      |       |            | 2:31 |
| 4.        | 「いたずら仲間」(Poision Ivy League)                                             |       |            | 2:03 |
| 5.        | 「ビーチ・ボーイ・ブルース」(Beach Boy Blues)                                    |       |            | 2:02 |
| 6.        | 「ドミニク・ジ・インポテント・ブル」(Dominic the Impotent Bull)                  |       |            | 1:44 |
| 7.        | 「クイーン・ワヒニのパパイヤ」(Queenie Wahine's Papaya)                          |       |            | 1:35 |
| 8.        | 「ドゥ・ザ・クラムベイク (メドレー)」(Do the Clambake (Medley))                  |       |            | 2:36 |
| 9.        | 「デートはゲーム」(Datin')                                                       |       |            | 3:20 |
| 10.       | 「アー・ユー・ロンサム・トゥナイト? (ライヴ)」(Are You Lonesome Tonight? (Live)) |       |            | 1:22 |
| 11.       | 「ウェル・ウェル・ザッツ・オール・フォークス」(Well, Well, That's All Folks)     |       |            | 2:59 |
| 合計時間: | 合計時間:                                                                        | 24:55 |            |      |